# Frederick Copleston
Frederick Charles Copleston (10 de abril de 1907 - 3 de fevereiro de 1994) foi um padre jesuíta, filósofo e historiador da filosofia, famoso por sua influente obra História da Filosofia (1946-75).

## Biografia
Frederick Charles Copleston nasceu a 10 de abril de 1907 nas proximidades de Taunton, Somerset, Inglaterra. Ele foi criado numa família de fé anglicana - seu tio, Reginald Stephen Copleston, foi Arcebispo Anglicano de Calcutá - e foi educado no Marlborough College de 1920 até 1925. Com 18 anos, converteu-se à fé Católica Romana, o que causou diversos problemas com a sua família. Apesar dos protestos iniciais, seu pai lhe ajudou a completar sua educação no St John's College, em Oxford, onde ele estudou teologia de 1925 a 1929. Graduou-se na Universidade de Oxford em 1929.
Em 1930, Copleston tornou-se um jesuíta. Depois de estudar em Roehampton por dois anos, ele se mudou para Heythrop, onde, em 1937, foi ordenado Padre Jesuíta no Heythrop College. Em 1938, viajou para a Alemanha para completar sua formação, voltando à Inglaterra pouco antes do início da Segunda Guerra Mundial em 1939. Copleston pretendia inicialmente fazer seu doutorado na Universidade Gregoriana de Roma, mas a guerra tornou seu desejo impossível. Assim, em vez disso, ele aceitou uma proposta de retornar ao Heythrop College para dar aula de história da filosofia pros poucos jesuítas que ali restavam.
Enquanto dava aulas no Heythrop College, Copleston começou a escrever sua influente obra História da Filosofia (1946-75), uma obra que, em diversos tomos, apresenta claramente a filosofia antiga, medieval e moderna. Ainda hoje tida em alta estima pela crítica, a História da Filosofia de Copleston tem sido descrita como uma "obra monumental" que "fazia justiça aos autores que discutia, sendo muito mais do que uma obra de exposição".
Copleston alcançou alguma popularidade na mídia quando debateu a respeito da existência de Deus com Bertrand Russell, que foi televisionado pela BBC em 1948. No ano seguinte, debateu o positivismo lógico e a significância da linguagem religiosa com seu amigo A. J. Ayer, da escola da Filosofia Analítica.
Ao londo de sua carreira acadêmica, Copleston aceitou um grande número de títulos honorários, como o de Professor Visitante na Pontifícia Universidade Gregoriana de Roma, onde ficou seis meses por anos dando aulas entre 1952 e 1968. Em 1970, ele se tornou Membro da British Academy (FBA) e, em 1972, foi-lhe concedida uma cadeira no Heythrop College. Em 1975, ele se tornou membro honorário do St. John's College de Oxford.
Depois de se aposentar oficialmente em 1974, ele continuou a dar aulas. De 1974 a 1982, Colpeston foi professor visitante na Universidade de Santa Clara, e, de 1979 a 1981, ele deu aulas na Universidade de Aberdeen, que foram publicadas sobre o título de Religion and the One. Essas aulas tentaram "retratar os temas perenes em seu pensamento, e de fora mais pessoal que em sua História". Já no fim de sua vida, Copleston recebeu doutorados honoríficos de diversas instituições, incluindo a Universidade Santa Clara, California, Uppsala, e St Andrews.
Copleston foi convidado para se tornou membro do Instituto Real de Filosofia e da Sociedade Aristotélica. Copleston morreu a 3 de fevereiro de 1994 no Hospital St. Thomas e Londres aos 86 anos de idade.

## Legado
Além de sua influente obra História da Filosofia (1946-75), uma das contribuições mais significativas de Copleston para a filosofia moderna foi o seu trabalho sobre as teorias de Tomás de Aquino. Ele tentou esclarecer a doutrina de Aquino dos Quatro Caminhos (na Suma Teológica) fazendo uma distinção entre causas in fieri e causas in esse. Fazendo isto, Copleston evidenciou que Tomás de Aquino propôs antes um conceito de um Deus onipresente que o de um ser que poderia ter desaparecido após organizar a cadeia de causas e pô-las em movimento.

## Obras
- Friedrich Nietzsche: Philosopher of Culture. London: Burns, Oates & Washbourne, 1942.
- Arthur Schopenhauer: Philosopher of Pessimism. London: Burns Oates & Washbourne, 1946.
- A History of Philosophy: Volume I: Greece and Rome: From the Pre-Socratics to Plotinus. London: Burns, Oates & Washbourne, 1946.
- A History of Philosophy: Volume II: Medieval Philosophy: From Augustine to Duns Scotus. London: Burns, Oates & Washbourne, 1950.
- Medieval Philosophy: An introduction. London: Methuen, 1952.
- A History of Philosophy: Volume III: Late Medieval and Renaissance Philosophy: Ockham, Francis Bacon, and the Beginning of the Modern World. London: Burns, Oates & Washbourne, 1953.
- Aquinas. Harmondsworth: Penguin, 1955.
- Contemporary Philosophy: Studies of Logical Positivism and Existentialism. London: Burns & Oates, 1956.
- A History of Philosophy: Volume IV: Modern Philosophy: From Descartes to Leibniz. London: Burns, Oates & Washbourne, 1958.
- A History of Philosophy: Volume V: Modern Philosophy: The British Philosophers from Hobbes to Hume. London: Burns, Oates & Washbourne, 1959.
- A History of Philosophy: Volume VI: Modern Philosophy: From the French Enlightenment to Kant. London: Burns, Oates & Washbourne, 1960.
- A History of Philosophy: Volume VII: Modern Philosophy: From the Post-Kantian Idealists to Marx, Kierkegaard, and Nietzsche. London: Burns, Oates & Washbourne, 1963.
- A History of Philosophy: Volume VIII: Modern Philosophy: Empiricism, Idealism, and Pragmatism in Britain and America. London: Burns, Oates & Washbourne, 1966.
- A History of Medieval Philosophy. London: Methuen, 1972. (revision of Medieval Philosophy, 1952)
- A History of Philosophy: Volume IX: Modern Philosophy: From the French Revolution to Sartre, Camus, and Levi-Strauss. London: Burns, Oates & Washbourne, 1975.
- Philosophies and Cultures. Oxford University Press, 1980. ISBN 0-19-213960-6
- Religion and the One: Philosophies East and West. Tunbridge Wells: Search Press, 1982. ISBN 0-85532-510-0
- Philosophy in Russia. Tunbridge Wells: Search Press, 1986.
- Memoirs of a Philosopher. Kansas City: Sheed & Ward, 1993.
- A History of Philosophy (9 volumes reedição). New York: Image Books, 1993–1994.